# Sergeac
Sergeac is een dorp in het departement Dordogne in de Périgord Noir. Die deel uitmaakt van de regio Aquitanië in Frankrijk.
Sergeac heeft circa 182 inwoners.

## Bezienswaardigheden

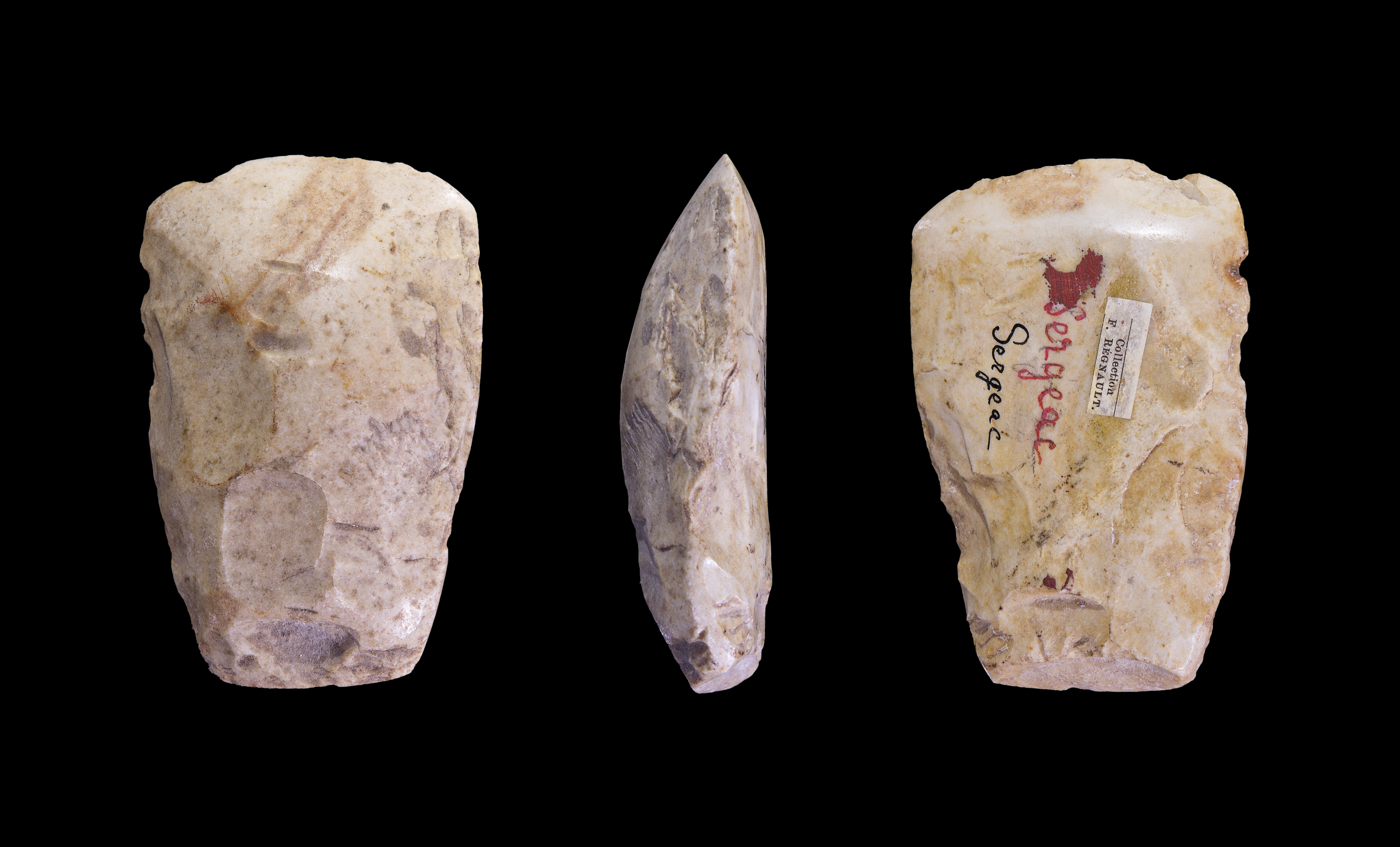
Gepolijste Neolithische bijl

- Castel-Merle een archeologische vindplaats met een klein museum en negen abri's:
  - Abri Blanchard 1
  - Abri Blanchard 2
  - Abri Castanet
  - Abri Labattut
  - Abri des Merveilles
  - Abri Reverdit
  - Abri de la Souquette
  - Roc de l'Acier

- kerk
- kruis uit de 15de eeuw

## Demografie
Onderstaande figuur toont het verloop van het inwoneraantal van Sergeac vanaf 1962.